# Anmore
Anmore è un villaggio del Canada, situato in Columbia Britannica, nel distretto regionale di Metro Vancouver.